# John Clark (politico 1766)
John Clark o Clarke (Tarboro, 28 febbraio 1766 – Contea di Bay, 12 ottobre 1832) è stato un politico e generale statunitense, 31º governatore della Georgia.

## Biografia

### Origini e carriera militare
Nacque nel 1766 sulla frontiera della Carolina del Nord, figlio del futuro generale Elijah Clarke e di Hannah Arrington. Si trasferì assieme ai genitori sulla frontiera della Georgia all'incirca nel 1773, a seguito dell'impulso alla colonizzazione dei territori indiani dato dal governatore James Wright.
Allo scoppio della rivoluzione americana si trovava in Carolina del Nord per motivi di studio, ma si affrettò a rientrare in Georgia per poter combattere a fianco del padre e degli altri ribelli. Arruolatosi col genitore nella milizia georgiana nonostante fosse ancora bambino, lo seguì in tutte le sue campagne e si distinse in battaglia, tanto da diventare capitano nel 1782, ad appena sedici anni.
Dopo la guerra proseguì la carriera nella milizia statale, diventandone maggior generale nel 1796.

### Carriera politica

#### Faida con Crawford
Non seguì il padre nel suo tentativo di stabilire una repubblica indipendente al di là della frontiera, e per questo la sua posizione non fu compromessa dopo la sua cattura. Venne tuttavia implicato nello scandalo dello Yazoo, avendo partecipato a varie speculazioni edilizie fraudolente.
Riuscito a non compromettersi neanche in quest'ultimo scandalo, Clark avviò la propria carriera politica, venendo eletto nel 1801 nell'Assemblea georgiana. Entrò immediatamente nel vivo delle lotte politiche locali: c'erano infatti due fazioni in seno al Partito Democratico-Repubblicano locale, da una parte i georgiani e gli immigrati dalla Virginia, capeggiati da George M. Troup e William H. Crawford, e dall'altra gli immigrati della Carolina del Nord e gli abitanti della frontiera, capeggiati da Clark.
Il fazionismo prestò sfociò nella violenza: nel 1802 Crawford uccise in duello Peter Van Allen, alleato di Clark, e per vendetta quest'ultimo riuscì a ferire gravemente Crawford in un successivo duello del 1806. Una volta guarito l'avversario Clark lo sfidò nuovamente, ma Crawford rifiutò un secondo scontro; Clark allora come ritorsione tese un'imboscata ad un alleato di Crawford, Charles Tait, picchiandolo selvaggiamente in un vicolo di Milledgeville, allora capitale statale. Per questo crimine Clark non subì condanne penali, ma dovette pagare una multa di 2000 dollari.

#### Governatore della Georgia
John Clark tentò di farsi eleggere governatore della Georgia già nel 1813 e nel 1817, venendo sconfitto entrambe le volte. Riuscì infine a diventarlo nel 1819, sconfiggendo il suo rivale Troup. Durante il suo mandato finanziò con 10 000 dollari la ricostruzione di Savannah, distrutta nel 1820 da un incendio, e diede un grande impulso alla colonizzazione della frontiera georgiana grazie alle sempre maggiori confische delle terre dei Creek, tanto che i nativi lo soprannominarono E-cun-naw-au-po-po-hau ("Colui che chiede sempre terra").
Riuscì ad essere rieletto per un secondo mandato nel 1821, sempre sconfiggendo Troup. Nel 1823 invece non poté ripresentarsi a causa del limite del doppio mandato governatoriale georgiano, lasciando così campo libero al rivale per potergli succedere. Nel 1825, quando in Georgia venne introdotto il voto popolare, concorse di nuovo per la carica di governatore, venendo sconfitto da Troup per poco più di 600 voti.

### Ultimi anni, morte ed eredità
Amareggiato per la sconfitta, si ritirò dalla politica attiva e abbandonò la Georgia, trasferendosi in Florida dopo essere stato nominato agente indiano per i Seminole dal presidente degli Stati Uniti Andrew Jackson. Morì in Florida nell'ottobre 1832 dopo aver contratto la febbre gialla, seguito due settimane dopo dalla moglie Nancy Williamson.
In suo onore vennero battezzate la città di Clarkesville in Georgia e la conta di Clarke in Alabama. Anche Clarkesville, capitale della contea di Clarke fino al 1831, venne chiamata così in suo onore, ma dopo il trasferimento del governo locale a Grove Hill il luogo andò spopolandosi fino a divenire una città fantasma alla fine del XIX secolo. Oggi, a circa 1 km dai resti di Clarkesville, esiste un villaggio omonimo.